# نيكي كروس
نيكي كروس (بالإنجليزية: Nikki Cross)‏ هي مصارعة محترفة بريطانية، ولدت في 21 أبريل 1989 في غلاسكو في المملكة المتحدة.

## وصلات خارجية
- نيكي كروس على موقع دبليو دبليو إي (الإنجليزية)
- نيكي كروس على موقع WrestlingData.com (الإنجليزية)
- نيكي كروس على موقع CageMatch worker (الإنجليزية)
- نيكي كروس على موقع قاعدة بيانات المصارعة على الإنترنت (الإنجليزية)
- نيكي كروس على موقع عالم المصارعة على الإنترنت (الإنجليزية)
- نيكي كروس على موقع عالم المصارعة على الإنترنت (الإنجليزية)
- نيكي كروس على موقع IMDb (الإنجليزية)
- نيكي كروس على موقع قاعدة بيانات الفيلم (الإنجليزية)